# 80-as trolibusz (Budapest)
A budapesti 80-as jelzésű trolibusz a Keleti pályaudvar és az Örs vezér tere között közlekedik. A viszonylatot a Budapesti Közlekedési Zrt. közlekedteti a Budapesti Közlekedési Központ megrendelésére.

## Története
1979. április 4-én indult a megszűnő 19-es busz helyett a Baross tér, Keleti pályaudvar és a Csertő utca között. Útvonala 2006. március 5-ig változatlan volt, ekkor megszűnt a Lóvásár utca – Mosonyi utca – Fiumei út – Kerepesi út hurok és a trolibusz végállomása a jelenlegi helyére került.
2004. június 19-étől augusztus 29-éig, 2005. június 11-étől augusztus 19-éig, illetve 2007. június 9-étől augusztus 29-éig a 2-es metró felújításának idején a 81-es trolibusszal összevontan, 80–81-es jelzéssel közlekedett a Baross tér, Keleti pályaudvar és az Örs vezér tere között.
A 2008-as paraméterkönyv életbe lépése után a 80-as csak csúcsidőn kívül, esténként és hétvégén közlekedett. A 80A trolibusz a régebbi 80-as trolibusz útvonalán járt. Munkanapon esténként, illetve hétvégenként a 80A és a 81-es trolibuszok egyesítésével jött létre a 80-as trolibusz.
2019. január 3-ától munkanapokon reggel is közlekedett a 81-es trolibusz helyett, 2020. augusztus 3-ától hétköznap csúcsidőn kívül, illetve hétvégén közlekedett.
2021. április 7-étől egész nap közlekedik a hét minden napján.
2024. január 1-én hajnalban, az újévi ünnepségekről való hazatérést könnyítendő a Blaha Lujza tér és az Örs vezér tere M+H között közlekedett.

## Útvonala
| Örs vezér tere felé |
| Keleti pályaudvar M vá. – Kerepesi út – Fogarasi út – Csertő utca – Szentmihályi út – Ond vezér útja – Füredi utca – Örs vezér tere M+H vá. |
| Keleti pályaudvar felé |
| Örs vezér tere M+H vá. – Füredi utca – Ond vezér útja – Szentmihályi út – Csertő utca – Fogarasi út – Kerepesi út – Keleti pályaudvar M vá. |

## Megállóhelyei
| 0  | Keleti pályaudvar M végállomás   | 26 | 5, 7, 7E, 8E, 20E, 30, 30A, 107, 108E, 110, 112, 133E, 230 23, 24 73, 76, 78, 79 G10 S60 G60 Z60 S80 G80 IC, EC, EN, InterRégió, sebesvonat, gyorsvonat, expresszvonat, | Keleti pályaudvar Metróállomás, Autóbusz-állomás, Trolibusz-állomás, Péterfy Sándor Utcai Kórház, Rendőrmúzeum, Park Szálloda, Hungária szálloda, VII. kerületi Polgármesteri Hivatal |
| 0  | Keleti pályaudvar M              | ∫  | 5, 7, 7E, 8E, 20E, 30, 30A, 107, 108E, 110, 112, 133E, 230 23, 24 73, 76, 78, 79 G10 S60 G60 Z60 S80 G80 IC, EC, EN, InterRégió, sebesvonat, gyorsvonat, expresszvonat, | Keleti pályaudvar Metróállomás, Autóbusz-állomás, Trolibusz-állomás, Péterfy Sándor Utcai Kórház, Rendőrmúzeum, Park Szálloda, Hungária szálloda, VII. kerületi Polgármesteri Hivatal |
| 2  | Arena Mall bevásárlóközpont      | 25 | 73 | Arena Mall |
| 3  | Gumigyár                         | 24 | 73 | |
| 6  | Puskás Ferenc Stadion M          | 22 | 95, 130, 195 73, 75, 77 1, 1A 396, 397, 398, 399, 400, 402, 410, 412, 414, 422, 424, 430, 432, 434, 435, 436, 437, 438, 439, 440, 441, 442, 485, 486 1020, 1021, 1024, 1031, 1034, 1037, 1039, 1040, 1044, 1045, 1046, 1049, 1050, 1052, 1053, 1054, 1060, 1063, 1066, 1067, 1068, 1069, 1070, 1075, 1076, 1077, 1078 | Stadion autóbusz-pályaudvar |
| ∫  | Őrnagy utca                      | 20 | 95, 130, 195 73 | |
| 9  | Várna utca                       | 18 | 10, 130 | |
| 10 | Pillangó utca                    | 17 | 130 | Tesco |
| 10 | Róna utca                        | 15 | 130 | |
| 12 | Kaffka Margit utca               | 14 | 130 | |
| 13 | Pongrátz Gergely tér             | 14 | 32, 130 3, 62, 62A | |
| 14 | Mályva utca                      | 12 | 130 | |
| 16 | Vezér utca / Fogarasi út         | 11 | 31, 130, 131, 144, 231, 231B 81, 82, 82A | |
| 17 | Fischer István utca              | 9  | 130, 131, 144, 231, 231B | |
| 18 | Zsálya utca                      | 7  | | |
| 18 | Újváros park                     | 7  | | NAV |
| 19 | Csertő utca                      | 6  | | |
| 21 | Füredi utca / Szentmihályi út    | 5  | 174 419 | |
| ∫  | Zsivora park                     | 4  | | |
| 22 | Ond vezér útja / Szentmihályi út | 3  | | |
| 24 | Ond vezér park                   | 2  | | |
| 25 | Füredi utca / Ond vezér útja     | 1  | | |
| 27 | Örs vezér tere M+H végállomás    | 0  | 10, 31, 32, 44, 45, 67, 85, 85E, 97E, 131, 144, 161, 161A, 161E, 168E, 169E, 174, 176E, 231, 244, 276E, 277 81, 82, 82A 3, 62, 62A 410, 419, 430, 440, 441, 484, 485, 486, 505, 508, 509, 510 1040, 1049, 1070, 1075, 1077, 1078                                                                                      | Metróállomás, Autóbusz-állomás, HÉV-állomás, Árkád bevásárlóközpont, SUGÁR Üzletközpont, IKEA áruház                                                                                  |